# Вьюгин, Александр Михайлович
Александр Михайлович Вьюгин (7 сентября 1930 года—16 августа 1999 года) — тракторист-машинист колхоза «Россия» Илекского района Оренбургской области. Герой Социалистического Труда (1979).

## Биография
Родился 7 сентября 1930 года в крестьянской семье в селе Нижнеозёрное. После окончания профессионально-технического училища трудился с 1954 года трактористом-машинистом в колхозе «Россия» Илекского района.
Неоднократно занимал передовые места в колхозном и районном социалистическом соревновании. Работал в семейном звене, которое использовало три комбайна «Колос». Летом 1978 года звено Александра Вьюгина досрочно выполнило социалистические обязательства и задания Десятой пятилетки (1976—1980), намолотив 54135 центнеров зерновых. Указом Президиума Верховного Совета СССР от 12 апреля 1979 года «за выдающиеся успехи, достигнутые в производстве и продажи государству зерна и других продуктов земледелия в 1978 году, и высокие образцы трудового героизма» удостоен звания Героя Социалистического Труда с вручением Ордена Ленина и золотой медали Серп и Молот.
В 1979 году стал инициатором областного социалистического соревнования среди семейных коллективов, работающих на уборке зерновых. В 1979 году звено Александра Вьюгина намолотило 59 тысяч зерновых.
Проработал в колхозе «Россия» Илекского района около 30 лет.
Александр Михайлович Вьюгин умер 16 августа 1999 года, похоронен на кладбище села Кардаилово Илекского района.
Награды
- Герой Социалистического Труда
- Орден Ленина
- Орден Трудового Красного Знамени